# Hata no Kawakatsu
Pour les articles homonymes, voir Hata.
 (septembre 2016).
Hata no Kawakatsu (秦河勝), parfois appelé Hada no Kōkatsu, est une figure légendaire du folklore japonais qui passe pour avoir introduit les danses shinto kagura au Japon au VIe siècle. Il est aussi considéré comme l'ancêtre d'une lignée héréditaire qui comprend de nombreux grands dramaturges et acteurs du théâtre nô tels que Hata no Ujiyasu, Zeami et Komparu Mitsutarō. Bien que dans la légende il est dépeint comme la réincarnation du premier empereur de Qin, si Kawakatsu a vraiment existé, c'était probablement un immigrant chinois au Japon ou quelqu'un venu de plus loin arrivé au Japon via la Chine ou la Corée (voir Clan Hata).

## Légende
Selon la légende, racontée par l'éminent dramaturge nô Zeami, Hata no Kawakatsu apparaît d'abord enfant pendant le règne de l'empereur Kimmei (509-571), découvert dans un pot par un haut fonctionnaire de la cour près des portes du Ōmiwa-jinja. La rivière Hatsuse a débordé et la jarre a été emportée par le courant. Comme le fonctionnaire croit que l'enfant est descendu du ciel, ces événements sont signalés à l'empereur. Cette nuit-là, l'empereur rêve de l'enfant qui dit qu'il est l'esprit de Qin Shi Huang, premier empereur de l'État de Qin, ressuscité. L'enfant explique également son apparition dans le rêve comme conséquence de son destin qui est lié à celui du Japon.
Aussi l'enfant est-il amené devant la cour par ordre de l'empereur pour servir de ministre. On lui donne le nom de famille de Chin, qui se lit Hata en japonais, et c'est ainsi que l'enfant en vient à être appelé Hata no Kawakatsu. Shōtoku Taishi lui demande d'écrire soixante-six pièces de théâtre afin d'aider à régler les troubles dans le pays. Le prince fait soixante-six masques destinés à être utilisés à cette fin et les performances sont ensuite effectuées au Tachibana-dera. Comme ces représentations réussissent à créer la paix dans le pays, le prince Shōtoku décide que cette forme de divertissement doit être conservée pendant des siècles et la nomme kagura (神楽), « divertissement donné par les dieux »). La forme de divertissement appelée sarugaku, ainsi que son nom, sera plus tard dérivée de kagura.
Kawakatsu aurait servi un certain nombre de souverains, dont non seulement Kimmei et Shōtoku, mais l'empereur Bidatsu, l'empereur Yōmei, l'empereur Sushun et l'impératrice Suiko. Après avoir transmis son art à ses descendants, Kawakatsu fuit Naniwa dans un bateau en bois évidé. Les vents et les courants l'emmènent vers la province de Harima où il débarque mais non plus sous forme humaine. Il n'est pas clair à partir de la version du conte de Zeami quelle sorte d'esprit ou de démon Kawakatsu est censé avoir été, mais il est implicite que du moment où il a été découvert dans le pot jusqu'à ce point, il n'a jamais été vraiment humain. Dans tous les cas, il hante et maudit les gens de Harima jusqu'à ce que ceux-ci commencent à l'adorer comme un kami afin de l'apaiser. Ils l'appellent Taikō Dai-Myōjin (対抗大明神, « Grand kami enragé ») et plus tard le reconnaissent comme une incarnation de Bisha-monten. La légende veut que le prince Shōtoku a prié l'esprit de Kawakatsu pour obtenir la victoire contre Mononobe no Moriya qui dirige une force armée pour s'opposer à l'adoption du bouddhisme au Japon.

## Source de la traduction
- (en) Cet article est partiellement ou en totalité issu de l’article de Wikipédia en anglais intitulé « Hata no Kawakatsu » (voir la liste des auteurs).